# Bam (Verwaltungsbezirk)
Bam (persisch شهرستان بم) ist ein Schahrestan in der Provinz Kerman im Iran. Er enthält die Stadt Bam, welche die Hauptstadt des Verwaltungsbezirks ist. Der Verwaltungsbezirk hat zwei große Städte: Bam und Barawat.

## Demografie
Bei der Volkszählung 2016 betrug die Einwohnerzahl des Schahrestan 228.241. Die Alphabetisierung lag bei 90 Prozent der Bevölkerung. Knapp 66 Prozent der Bevölkerung lebten in urbanen Regionen.
| Zensusjahr | Einwohnerzahl |
| ---------- | ------------- |
| 2011       | 195.603       |
| 2016       | 228.241       |

## Sehenswürdigkeiten
Die Zitadelle Arg-e Bam befindet sich hier.